# Valentine Cubitt Russell
Valentine Cubitt Russell, britanski general, * 1896, † 1976.